# NGC 124
NGC 124 (również PGC 1715 lub UGC 271) – galaktyka spiralna (Sc), znajdująca się w gwiazdozbiorze Wieloryba. Odkrył ją Truman Safford 23 września 1867 roku. Niezależnie odkrył ją Wilhelm Tempel 27 września 1880 roku.
W galaktyce tej zaobserwowano supernową SN 2004dd.